# Paran Nangka
Paran Nangka is een bestuurslaag in het regentschap Padang Lawas Utara van de provincie Noord-Sumatra, Indonesië. Paran Nangka telt 74 inwoners (volkstelling 2010).